# El Nuevo Refugio, Chiapas
El Nuevo Refugio är en ort i Mexiko.   Den ligger i kommunen Villa Corzo och delstaten Chiapas, i den sydöstra delen av landet, 700 km sydost om huvudstaden Mexico City. El Nuevo Refugio ligger 883 meter över havet och antalet invånare är 177.
Terrängen runt El Nuevo Refugio är kuperad åt nordost, men åt sydväst är den bergig. Runt El Nuevo Refugio är det ganska glesbefolkat, med 24 invånare per kvadratkilometer. Närmaste större samhälle är Tres Picos, 15,8 km sydväst om El Nuevo Refugio. I omgivningarna runt El Nuevo Refugio växer i huvudsak städsegrön lövskog.